# Phấn Trắng sớm
| Hệ/ Kỷ                                | Thống/ Thế   | Bậc/ Kỳ    | Tuổi (Ma) | Tuổi (Ma) |
| ------------------------------------- | ------------ | ---------- | --------- | --------- |
| Paleogen                              | Paleocen     | Đan Mạch   | trẻ hơn   | trẻ hơn   |
| Creta                                 | Thượng /Muộn | Maastricht | 66.0      | 72.1      |
| Creta                                 | Thượng /Muộn | Champagne  | 72.1      | 83.6      |
| Creta                                 | Thượng /Muộn | Santon     | 83.6      | 86.3      |
| Creta                                 | Thượng /Muộn | Cognac     | 86.3      | 89.8      |
| Creta                                 | Thượng /Muộn | Turon      | 89.8      | 93.9      |
| Creta                                 | Thượng /Muộn | Cenoman    | 93.9      | 100.5     |
| Creta                                 | Hạ/Sớm       | Alba       | 100.5     | ~113.0    |
| Creta                                 | Hạ/Sớm       | Apt        | ~113.0    | ~125.0    |
| Creta                                 | Hạ/Sớm       | Barrême    | ~125.0    | ~129.4    |
| Creta                                 | Hạ/Sớm       | Hauterive  | ~129.4    | ~132.9    |
| Creta                                 | Hạ/Sớm       | Valangin   | ~132.9    | ~139.8    |
| Creta                                 | Hạ/Sớm       | Berrias    | ~139.8    | ~145.0    |
| Jura                                  | Thượng /Muộn | Tithon     | già hơn   | già hơn   |
| Phân chia kỷ Creta theo ICS năm 2017. |              |            |           |           |

Creta sớm (tên địa chất) hay Creta hạ (tên theo thanh phân vị địa tầng) là một trong hai thế/thống của kỷ Creta. Nó kéo dài từ khoảng 146 Ma đến 100 Ma.
Trong thế này, rất nhiều loài khủng long mới xuất hiện và phát triển hưng thịnh như Psittacosaurus, spinosauridae, Carcharodontosauridae và Coelurosauria, trong khi những loài từ Jura muộn vẫn tiếp tục phát triển.
Dưới biển, ichthyosauria bắt đàu suy giảm và tuyệt chủng vào Creta muộn. Angiospermae (thực vật có hoa) xuất hiện lần đầu tiên vào khoảng thời gian này.